# Мичуринск
Мичуринск (на руски: Мичуринск), Козлов до 1932 г., е вторият по население град в Тамбовска област, Русия. Административен център на Мичурински район.
Населението на града към 1 януари 2018 г. е 93 330 души.

## История
Селището е основано през 1635 година като преден пост по южната граница на Русия. През 1779 година получава статут на град.
Днес носи името на бележития руски съветски биолог селекционер Иван Мичурин, дълго време работил и починал в града.

## Наукоград
Мичуринск има статут на наукоград съгласно указ на президента на Русия от 4 ноември 2003 година. В него е създадено най-старото селекционно-генетично учреждение в страната – Всеруският научноизследователски институт по генетика и селекция на плодови растения „И. В. Мичурин“ (по-рано: Централна генетична лаборатория) на Руската академия на селскостопанските науки, както и Всеруският научноизследователски институт по градинарство „И. В. Мичурин“ (по-рано „ВНИИ по северно овощарство“).